# Lengyelország az 1956. évi téli olimpiai játékokon
Lengyelország az olaszországi Cortina d’Ampezzóban megrendezett 1956. évi téli olimpiai játékok egyik részt vevő nemzete volt. Az országot az olimpián 6 sportágban 51 sportoló képviselte, akik összesen 1 érmet szereztek.

## Érmesek
| Érem  | Versenyző                 | Sportág          | Versenyszám |
| ----- | ------------------------- | ---------------- | ----------- |
| Bronz | Franciszek Gąsienica Groń | Északi összetett | Egyéni      |

## Alpesisí
Férfi
| Versenyző             | Versenyszám      | 1. futam | 1. futam | 2. futam | 2. futam | Összesítés | Összesítés |
| Versenyző             | Versenyszám      | Idő      | Hely.    | Idő      | Hely.    | Idő        | Helyezés   |
| --------------------- | ---------------- | -------- | -------- | -------- | -------- | ---------- | ---------- |
| Jan Gąsienica Ciaptak | Műlesiklás       | 1:33,8   | 17.      | 2:06,2   | 20.      | 3:40,0     | 16.        |
| Włodzimierz Czarniak  | Óriás-műlesiklás |          |          |          |          | 3:24,2     | 28.        |
| Andrzej Gąsienica Roj | Lesiklás         |          |          |          |          | 3:09,3     | 15.        |
| Andrzej Gąsienica Roj | Műlesiklás       | 1:50,6   | 37.      | 2:05,2   | 18.      | 3:55,8     | 23.        |
| Andrzej Gąsienica Roj | Óriás-műlesiklás |          |          |          |          | 3:48,6     | 54.        |
| Józef Marusarz        | Óriás-műlesiklás |          |          |          |          | 3:29,3     | 35.        |
| Jan Zarycki           | Lesiklás         |          |          |          |          | kizárták   | kizárták   |
| Jan Zarycki           | Műlesiklás       | kizárták | kizárták | kiesett  | kiesett  | kiesett    | kiesett    |
| Jan Zarycki           | Óriás-műlesiklás |          |          |          |          | 3:22,3     | 23.        |

Női
| Versenyző                         | Versenyszám      | 1. futam | 1. futam | 2. futam | 2. futam | Összesítés    | Összesítés    |
| Versenyző                         | Versenyszám      | Idő      | Hely.    | Idő      | Hely.    | Idő           | Helyezés      |
| --------------------------------- | ---------------- | -------- | -------- | -------- | -------- | ------------- | ------------- |
| Barbara Grocholska                | Lesiklás         |          |          |          |          | 1:51,7        | 17.           |
| Barbara Grocholska                | Óriás-műlesiklás |          |          |          |          | 2:05,5        | 30.           |
| Maria Kowalska                    | Lesiklás         |          |          |          |          | 1:51,9        | 19.           |
| Maria Kowalska                    | Műlesiklás       | 58,7     | 8.*      | 1:23,0   | 30.      | 2:21,7        | 22.           |
| Maria Kowalska                    | Óriás-műlesiklás |          |          |          |          | 2:02,8        | 20.           |
| Maria Gąsienica Daniel-Szatkowska | Lesiklás         |          |          |          |          | nem ért célba | nem ért célba |
| Maria Gąsienica Daniel-Szatkowska | Műlesiklás       | kizárták | kizárták | kiesett  | kiesett  | kiesett       | kiesett       |
| Maria Gąsienica Daniel-Szatkowska | Óriás-műlesiklás |          |          |          |          | 2:10,9        | 35.           |

* - egy másik versenyzővel azonos eredményt ért el

## Bob
| Versenyző | Versenyszám | 1. futam       | 1. futam       | 2. futam       | 2. futam       | 3. futam       | 3. futam       | 4. futam       | 4. futam       | Összesítés | Összesítés |
| Versenyző | Versenyszám | Idő            | Hely.          | Idő            | Hely.          | Idő            | Hely.          | Idő            | Hely.          | Idő        | Helyezés   |
| --- | ----------- | -------------- | -------------- | -------------- | -------------- | -------------- | -------------- | -------------- | -------------- | ---------- | ---------- |
| Aleksy Konieczny Zbigniew Skowroński                                                                             | Kettes      | 1:27,21        | 16.            | 1:27,23        | 21.            | 1:27,87        | 20.            | 1:28,54        | 18.            | 5:50,85    | 19.        |
| Stefan Ciapała Aleksander Habala                                                                                 | Kettes      | 1:27,70        | 21.            | 1:26,49        | 15.            | 1:26,24        | 13.            | 1:25,92        | 10.            | 5:46,35    | 16.        |
| Stefan Ciapała Jerzy Olesiak Józef Szymański Aleksander Habala                                                   | Négyes      | 1:19,95        | 12.            | 1:20,25        | 14.            | 1:21,10        | 14.            | 1:22,19        | 19.            | 5:23,49    | 15.        |
| Aleksy Konieczny Zygmunt Konieczny Włodzimierz Źróbik Zbigniew Skowroński Jan Dąbrowski (két futamban szerepelt) | Négyes      | idő nem ismert | idő nem ismert | idő nem ismert | idő nem ismert | idő nem ismert | idő nem ismert | idő nem ismert | idő nem ismert | 5:28,40    | 21.        |

## Északi összetett
| Versenyző                 | Síugrás  | Síugrás  | Síugrás  | Síugrás  | Síugrás  | Síugrás  | Síugrás | Síugrás | Sífutás | Sífutás | Sífutás | Összesítés | Összesítés |
| Versenyző                 | 1. ugrás | 1. ugrás | 2. ugrás | 2. ugrás | 3. ugrás | 3. ugrás | Össz.   | Össz.   | Sífutás | Sífutás | Sífutás | Összesítés | Összesítés |
| Versenyző                 | Távolság | Pont     | Távolság | Pont     | Távolság | Pont     | Pont    | Hely.   | Idő     | Pont    | Hely.   | Pont       | Helyezés   |
| ------------------------- | -------- | -------- | -------- | -------- | -------- | -------- | ------- | ------- | ------- | ------- | ------- | ---------- | ---------- |
| Franciszek Gąsienica Groń | 66,5     | (60,0)   | 72,5     | 101,5    | 71,5     | 101,5    | 203,0   | 10.*    | 57:55   | 233,800 | 7.      | 436,800    |            |
| Aleksander Kowalski       | 69,5     | (99,0)   | 74,0     | 104,5    | 75,0     | 106,0    | 210,5   | 5.*     | 1:03:37 | 211,700 | 29.     | 422,200    | 15.        |
| Józef Daniel Krzeptowski  | 57,0     | (78,0)   | 62,0     | 87,5     | 60,5     | 86,0     | 173,5   | 33.*    | 1:00:48 | 222,600 | 18.**   | 396,100    | 29.        |
| Jan Raszka                | 64,0     | (89,0)   | 65,0     | 91,5     | 64,5     | 91,0     | 182,5   | 29.     | 1:05:15 | 205,400 | 32.     | 387,900    | 32.        |

* - egy másik versenyzővel azonos eredményt ért el

** - két másik versenyzővel azonos eredményt ért el

## Jégkorong
| Lengyel férfi jégkorongcsapat-játékoskeret                                                                                | Lengyel férfi jégkorongcsapat-játékoskeret                                                         | Lengyel férfi jégkorongcsapat-játékoskeret                                              |
| --- | -------------------------------------------------------------------------------------------------- | --------------------------------------------------------------------------------------- |
| - Henryk Bromowicz - Kazimierz Bryniarski - Mieczysław Chmura - Kazimierz Chodakowski - Rudolf Czech - Bronisław Gosztyła | - Marian Herda - Szymon Janiczko - Edward Kocząb - Józef Kurek - Zdzisław Nowak - Stanisław Olczyk | - Władysław Pabisz - Hilary Skarżyński - Adolf Wróbel - Alfred Wróbel - Janusz Zawadzki |

### Eredmények
Csoportkör
B csoport
| Csapat           | M | Gy | D | V | G+ | G– | Gk | P |
| ---------------- | - | -- | - | - | -- | -- | -- | - |
| Csehszlovákia    | 2 | 2  | 0 | 0 | 12 | 6  | +6 | 4 |
| Egyesült Államok | 2 | 1  | 0 | 1 | 7  | 4  | +3 | 2 |
| Lengyelország    | 2 | 0  | 0 | 2 | 3  | 12 | –9 | 0 |

| 1956. január 28. | Egyesült Államok (USA) | 4 – 0 (1–0, 0–0, 3–0) | Lengyelország | Cortina d’Ampezzo |

|  |  |  |  |  |
|  |  |  |  |  |
|  |  |  |  |  |
|  |  |  |  |  |

| 1956. január 29. | Csehszlovákia (TCH) | 8 – 3 (1–1, 6–2, 1–0) | Lengyelország | Cortina d’Ampezzo |

|  |  |  |  |  |
|  |  |  |  |  |
|  |  |  |  |  |
|  |  |  |  |  |

Helyosztó csoportkör
| 1956. február 1. | Lengyelország (POL) | 6 – 2 (2–1, 2–1, 2–0) | Svájc | Cortina d’Ampezzo |

|  |  |  |  |  |
|  |  |  |  |  |
|  |  |  |  |  |
|  |  |  |  |  |

| 1956. február 2. | Lengyelország (POL) | 4 – 3 (2–2, 0–1, 2–0) | Ausztria | Cortina d’Ampezzo |

|  |  |  |  |  |
|  |  |  |  |  |
|  |  |  |  |  |
|  |  |  |  |  |

| 1956. február 3. | Olaszország (ITA) | 5 – 2 (0–0, 3–1, 2–1) | Lengyelország | Cortina d’Ampezzo |

|  |  |  |  |  |
|  |  |  |  |  |
|  |  |  |  |  |
|  |  |  |  |  |

Végeredmény
| Csapat        | M | Gy | D | V | G+ | G– | Gk  | P |
| ------------- | - | -- | - | - | -- | -- | --- | - |
| Olaszország   | 3 | 3  | 0 | 0 | 20 | 7  | +13 | 6 |
| Lengyelország | 3 | 2  | 0 | 1 | 12 | 10 | +2  | 4 |
| Svájc         | 3 | 1  | 0 | 2 | 12 | 17 | –5  | 2 |
| Ausztria      | 3 | 0  | 0 | 3 | 9  | 19 | –10 | 0 |

| Csapat        | Helyezés |
| ------------- | -------- |
| Lengyelország | 8.       |

## Sífutás
Férfi
| Versenyző                                                          | Versenyszám     | Eredmény | Helyezés |
| ------------------------------------------------------------------ | --------------- | -------- | -------- |
| Stanisław Bukowski                                                 | 30 km           | 1:56:26  | 29.      |
| Stanisław Bukowski                                                 | 50 km           | 3:10:49  | 13.      |
| Tadeusz Kwapień                                                    | 15 km           | 52:45    | 16.      |
| Tadeusz Kwapień                                                    | 30 km           | 1:49:09  | 12.      |
| Andrzej Mateja                                                     | 15 km           | 53:42    | 23.      |
| Józef Rubiś                                                        | 15 km           | 54:47    | 34.      |
| Józef Rubiś                                                        | 30 km           | 1:53:57  | 23.      |
| Józef Gąsienica Sobczak                                            | 15 km           | 56:39    | 44.      |
| Józef Rubiś Józef Gąsienica Sobczak Tadeusz Kwapień Andrzej Mateja | 4 × 10 km váltó | 2:25:55  | 9.       |

Női
| Versenyző                                                                  | Versenyszám    | Eredmény | Helyezés |
| -------------------------------------------------------------------------- | -------------- | -------- | -------- |
| Maria Gąsienica Bukowa-Kowalska                                            | 10 km          | 41:09    | 16.      |
| Józefa Czerniawska-Pęksa                                                   | 10 km          | 41:28    | 17.      |
| Helena Gąsienica Daniel                                                    | 10 km          | 43:09    | 24.      |
| Zofia Krzeptowska                                                          | 10 km          | 41:37    | 18.      |
| Maria Gąsienica Bukowa-Kowalska Józefa Czerniawska-Pęksa Zofia Krzeptowska | 3 × 5 km váltó | 1:13:20  | 5.       |

## Síugrás
| Versenyző                | 1. ugrás | 1. ugrás | 1. ugrás | 2. ugrás | 2. ugrás | 2. ugrás | Összesítés | Összesítés |
| Versenyző                | Távolság | Pont     | Hely.    | Távolság | Pont     | Hely.    | Pont       | Helyezés   |
| ------------------------ | -------- | -------- | -------- | -------- | -------- | -------- | ---------- | ---------- |
| Andrzej Gąsienica Daniel | 78,0     | 102,0    | 18.**    | 74,5     | 96,5     | 22.      | 198,5      | 20.        |
| Roman Gąsienica Sieczka  | 77,5     | 101,5    | 21.      | 71,5     | 88,0     | 40.      | 189,5      | 25.        |
| Józef Huczek             | 70,5     | 95,5     | 28.      | 67,0     | 89,5     | 36.*     | 185,0      | 30.**      |
| Władysław Tajner         | 74,0     | 98,0     | 26.      | 76,5     | 103,0    | 12.      | 201,0      | 16.*       |

* - egy másik versenyzővel azonos eredményt ért el

** - két másik versenyzővel azonos eredményt ért el